# Confederação Brasileira de Futsal
Die Confederação Brasileira de Futsal (CBFS) ist der nationale Futsalverband Brasiliens. Der Verband richtet diverse nationale Wettbewerbe aus und war bis 2021 verantwortlich für die Futsalnationalmannschaft.

## Geschichte
Bereits in den 1930er Jahren soll der US-amerikanische Professor Juan Carlos Ceriani bei der Christlicher Verein Junger Menschen (CVJM) in Montevideo, Uruguay den Hallenfußball eingeführt und die ersten Regeln aufgestellt haben. In Brasilien soll der Futsal dann durch den CVJM erstmals in São Paulo gespielt. Habib Maphuz, Lehrer bei der CVJM in São Paulo, gründete in den frühen 1950er Jahren die erste Hallenfußballliga, die Hallenfußballliga der Christlichen Vereinigung junger Männer. Später wurde Maphuz der erste Präsident des Futsalverbands von São Paulo.
Am 28. Juli 1954 wurde die Federação Metropolitana de Futebol de Salão, heute Federação de Futebol de Salão do Estado do Rio de Janeiro, der erste regionale Verband Brasiliens, ins Leben gerufen. Noch im selben Jahr mit dem Federação Mineira de Futebol de Salão, der regionale Verband für Minas Gerais. 1955 kam der Federação Paulista de Futebol de Salão für den Bundesstaat São Paulo hinzu. Bis Ende der 1950er Jahre hatten Ceará, Paraná, Rio Grande do Sul, Bahia, Santa Catarina, Rio Grande do Norte und Sergipe die ihren gegründet. In 60er Jahren kamen Pernambuco, der Distrito Federal do Brasil und Paraíba hinzu und im folgenden Jahrzehnt Mato Grosso do Sul, Goiás, Piauí, Mato Grosso und Maranhão. Fünf weitere in den 1980er Jahren Amazonas, Rondônia, Pará, Alagoas, Espírito Santo und Amapá. Und schließlich in den 90er Jahren die letzten in Roraima und Tocantins.
Die ersten Regeln wurden 1956 veröffentlicht. Diese wurden von Habib Maphuz und Luiz Gonzaga de Oliveira Fernandes in São Paulo aufgestellt und zweiterem 1956 in dem Buch Futebol de Salão veröffentlicht. 1957 berief der Präsident des damaligen Sportverbandes Confederação Brasileira de Desportos (CBD), Sylvio Correa Pacheco, einen technischen Rat für den Futsal um Differenzen beizulegen.
Im selben Jahr gab es in Minas Gerais einen ersten Versuch einen nationalen Verband für den Sport zu gründen. Die entsprechenden Unterlagen wurden am 30. September 1957 beim Conselho Nacional de Desportos (CND), dem nationalen Sportrat, registriert, aber von diesem nicht zugelassen. Das CND war dem CBD als Organisation untergeordnet und erst 1979, mit der Umwandlung des CBD in den Confederação Brasileira de Futebol (CBF) durch João Havelange, wandelte sich dieses. Am 15. Juni 1979 wurde der Verband unter dem Namen Confederação Brasileira de Futebol de Salão durch Havelange ins Leben gerufen. Der Politiker Aécio de Borba wurde zu deren ersten Präsidenten. Der CBFS wurde eine eigenständige Organisation und war dem CBF nicht untergeordnet. De Borba hatte seinen Lebensmittelpunkt in Fortaleza, daher wurde die Stadt auch Sitz des Verbandes.
1996 rief der CBFS die Liga Nacional de Futsal (LNF) ins Leben, ein Turnier auf nationaler Ebene. Diese sollte u. a. der Qualifikation zu internationalen Wettbewerben dienen. 2014 geriet der Verband in eine Krise, als die Vorwürfe der Korruption und Veruntreuung von Geldern gegen Aécio de Borba auftauchten. Die Geschäftsführung hätte Sponsorengelder umgeleitet, die an die Klubs der Futsal-Liga hätten fließen sollen. De Barbo reagierte auf die Vorwürfe mit seinem Rücktritt von seinem Amt und die LNF Klubs gründeten daraufhin eine unabhängige Ligaverwaltung. Der CBFS verlor damit die Kontrolle über den größten Wettbewerb des Landes.
Ohne die LNF hielt die CBFS die Organisation des Taça Brasil de Futsal, einer Art mehrstufigen Pokalwettbewerbs, aufrecht und rief 2017 die Copa do Brasil ins Leben. Bei beiden Turnieren kaufen interessierte Vereine oder Städte von der CBFS das Recht, sie auszurichten - und dort erzielt die Organisation den größten Teil ihrer Einnahmen. Neben diesen Einnahmen fallen unter anderem auch Gebühren für die Teilnahme an Turnieren und Spielertransfers an. Die Einnahmen reichen nicht aus, um die Kosten des CBFS zu decken.
2021 wollte der CBF die Kontrolle über den Futsal übernehmen, nahm aber nach kurzer Zeit wieder Abstand davon, nachdem die hohe Verschuldung des CBFS festgestellt wurde. Der CBF übernahm aber von diesem die Betreuung der Futsalnationalmannschaft.

## Wettbewerbe
2025 richtet der CBFS nachstehende Turnier aus.
Frauen:
- Liga Futsal Feminino - Frauen - 4. Auflage
- Supercopa - Frauen - 7. Auflage
- Copa do Brasil Especial - Frauen - 9. Auflage

Männer
- Campeonato Brasileiro de Futsal - Herren - 2. Auflage
- Taça Brasil de Futsal Especial - Herren - 52. Auflage
- Copa dos Campeões - Herren - 1. Auflage
- Supercopa Especial - Herren - 9. Auflage
- Copa do Brasil Especial - Herren - 9. Auflage

Nachwuchs
- Taça Brasil Especial - U8-Junioren - 3. Auflage
- Taça Brasil Especial - U9-Junioren - 8. Auflage
- Taça Brasil Especial - U10-Junioren - 4. Auflage
- Taça Brasil Especial - U11-Junioren - 8. Auflage
- Taça Brasil Especial - U12-Junioren - 4. Auflage
- Taça Brasil Especial - U14-Junioren - 4. Auflage
- Taça Brasil Especial - U16-Junioren - 4. Auflage
- Taça Brasil Especial - U17-Juniorinnen - 11. Auflage